# Stegouros
Stegouros elengassen — броньований анкілозавр, чиї пізньокрейдяні рештки знайдено на крайньому півдні Чилі. 

## Опис
Вид описано за в основному повним, невеликим (≈ 2 метри) скелетом. Stegouros elengassen розвинув велику хвостову зброю, не схожу на будь-якого динозавра: плоску, схожу на листя, структуру, утворену 7 парами бічних виступаючих остеодерм, що охоплюють дистальну половину хвоста. Філогенетичний аналіз виявив спорідненість Stegouros з австралійським Kunbarrasaurus і антарктичним Antarctopelta. Ці три роди поміщено до клади Parankylosauria Soto-Acuña et al., 2021. 

## Місцевість
Місцевість знахідки — долина Ріо-де-лас-Чінас, Естансія-Серро-Гвідо, регіон Магальянес, чилійська Патагонія — нижня частина формації Доротея.

## Етимологія
дав.-гр. στέγος — «дах», οὐρά — «хвіст»; elengassen — за назвою броньованого звіра в міфології народу аонік’єнк або південних теуелче.